# 横山桂次
横山 桂次（よこやま けいじ、1920年11月30日－2008年12月19日）は、日本の政治学者。中央大学名誉教授。中央大学定年退職後は高岡法科大学学長を務めた。神奈川県横浜市出身。

## 略歴
- 1938年 神奈川県立工業学校電気科卒業
- 1943年 徴兵
- 1945年 復員。中央大学専門部経済学科卒業
- 1950年 東京大学法学部政治学科卒業
- 1953年 東京大学大学院法学研究科（旧制）修了
- 1953年 拓殖大学政治経済学部専任講師
- 1954年 拓殖大学政治経済学部助教授
- 1962年 拓殖大学政治経済学部教授
- 1966年 中央大学法学部教授
- 1990年 中央大学定年退職。同名誉教授。高岡法科大学法学部教授
- 1991年 高岡法科大学学長
- 1999年 高岡法科大学退職[1]

この他に、中央大学学生部長や中央大学通信教育部長なども歴任。

## 研究領域
専門はヨーロッパ政治史、特にイギリス政治史。
日本の地方自治についての著書も多い。

## 著書
- 『産業社会と政治過程 : 京葉工業地帯』 大原光憲と共編　日本評論社 1965.3
- 『現代日本の地域政治』 大原光憲と共著　三一書房 1966.5
- 『市民参加と地域政治』 ディリス・M・ヒル著 吉塚徹と共訳　福村出版 1973.10
- 『自治体政策づくり読本』 大原光憲と共編　総合労働研究所 1981.8
- 『新・開拓時代の自治体革新』 編著　ありえす書房 1984.9
- 『地域政治と自治体革新』公人社 1990